# Skeletocutis

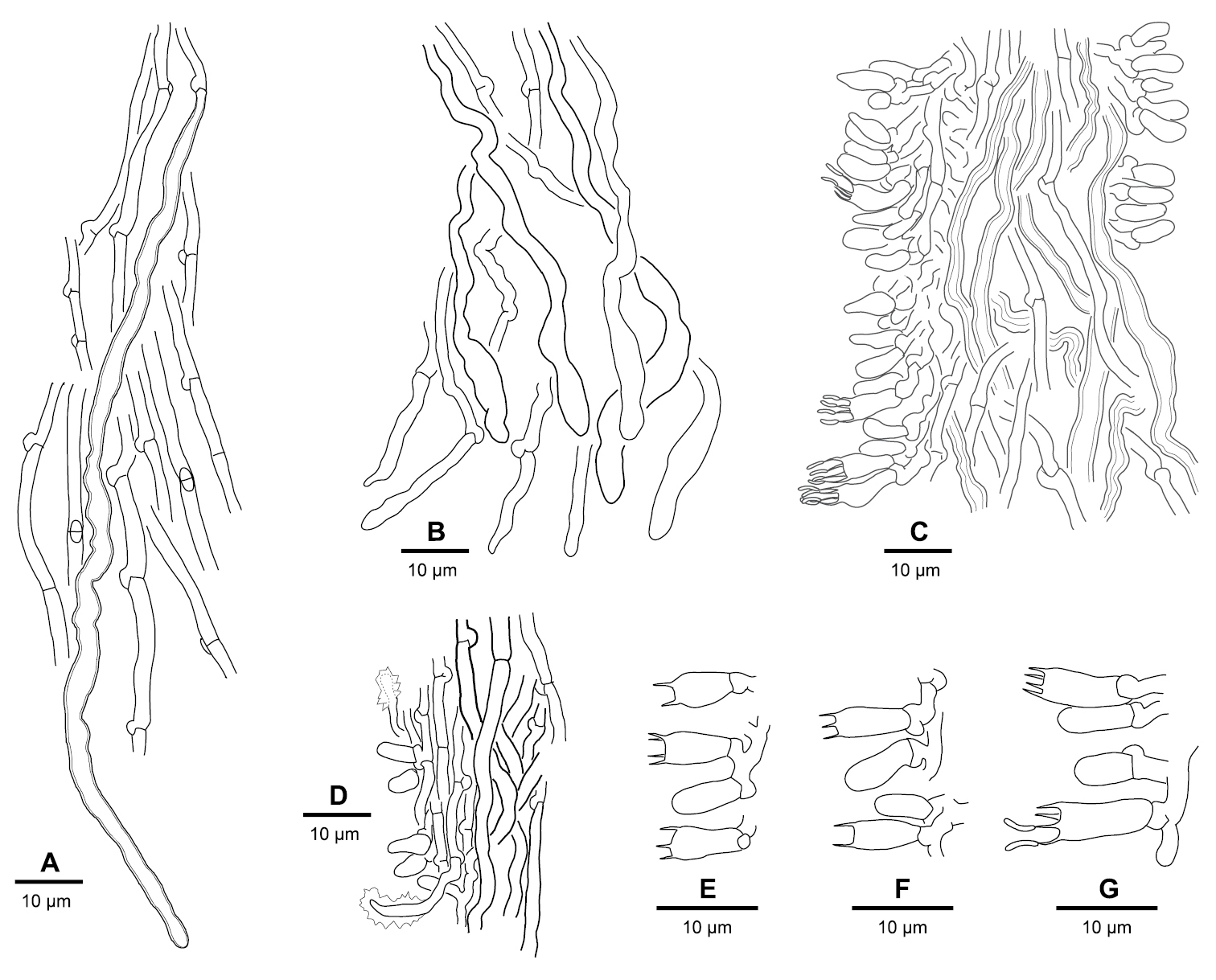
Budowa mikroskopowa: A, B – strzępka szkieletowa i strzępki generatywne w tramie, C – hymenium, D – trama, E,F,G – podstawki

Skeletocutis Kotl. & Pouzar (szkieletnica) – rodzaj grzybów z rzędu żagwiowców (Polyporales).

## Charakterystyka
Grzyby kortycjoidalne o owocniku jednorocznym lub wieloletnim, rozpostartym lub siedzącym, o barwie białej lub kremoworóżowej do liliowej, często lekko odbarwiający się po wyschnięciu. Hymenofor poroidalny, pory zwykle małe, u wielu gatunków z gęstą, chrzęstną strefą powyżej warstwy rurek. System strzępkowy dimityczny do trimitycznego, strzępki generatywne ze sprzążkami, często inkrustowane, szczególnie na przegrodach, strzępki szkieletowe szkliste. Cystyd brak, u większości gatunków występują cystydiole. Podstawki maczugowate 4-sterygmowe ze sprzążką bazalną. Bazydiospory cylindryczne do elipsoidalnych, gładkie, szkliste, nieamyloidalne. Powodują białą zgniliznę drewna.
Skeletocutis jest morfologicznie spokrewniony z rodzajami Diplomitoporus i Antrodiella. Rodzaje te mają taki sam dimityczny system strzępkowy ze strzępkami szkieletowymi, strzępki generatywne ze sprzążkami, gładkie i nieamyloidalne bazydiospory, brak cystyd i również powodują białą zgniliznę drewna. Skeletocutis odróżnia się tylko drobno inkrustowanymi strzępkami generatywnymi.

## Systematyka i nazewnictwo
Pozycja w klasyfikacji według Index Fungorum: Incrustoporiaceae, Polyporales, Incertae sedis, Agaricomycetes, Agaricomycotina, Basidiomycota, Fungi.
Synonimy nazwy naukowej: Incrustoporia Domański, Leptotrimitus Pouzar.
Polską nazwę nadał Stanisław Domański w 1967 r. W polskim piśmiennictwie mykologicznym należące do tego rodzaju gatunki opisywane były także jako huba, żagiew, białak, mąkosa, powleczka.
Gatunki występujące w Polsce:
- Skeletocutis alutacea (J. Lowe) Jean Keller 1979 – szkieletnica miękka
- Skeletocutis amorpha (Fr.) Kotl. & Pouzar 1958 – szkieletnica pomarańczowa
- Skeletocutis carneogrisea A. David 1982 – szkieletnica różowoszara
- Skeletocutis kuehneri A. David 1982[5]
- Skeletocutis nemoralis A. Korhonen & Miettinen 2018[5]
- Skeletocutis nivea (Jungh.) Jean Keller 1979 – szkieletnica biaława
- Skeletocutis odora (Sacc.) Ginns 1984 – szkieletnica wonna
- Skeletocutis stellae (Pilát) Jean Keller 1979 – szkieletnica trwała
- Skeletocutis subincarnata (Peck) Jean Keller 1979 – szkieletnica różowawa
- Skeletocutis tschulymica (Pilát) Jean Keller 1979[6]

Nazwy naukowe na podstawie Index Fungorum. Wykaz gatunków i nazwy polskie według W. Wojewody i innych.